# 泷泊镇
泷泊镇，是中华人民共和国湖南省永州市双牌县下辖的一个乡镇级行政单位。2015年11月18日，将永江乡、尚仁里乡、平福头乡、泷泊镇成建制合并，同时并入五里牌镇的佑里、佑上、人民洞3个建制村，设立泷泊镇。

## 行政区划
泷泊镇下辖以下地区：
新民社区、滨河社区、林峰社区、青龙洞社区、沙子坪村、总管庙村、韩谭村、鸦山村、大路口村、江西村、良村、霞灯村、义村、观文口村、九甲村、周冲村、上双村、城关村、双新村和八亩田村。